# Kōji Matsui (homme politique)
Pour les articles homonymes, voir Matsui et Kōji Matsui.
Kōji Matsui (松井 孝治, Matsui Kōji), né le 24 avril 1960 à Nakagyō-ku, dans la ville de Kyoto, est un fonctionnaire et homme politique japonais. Conseiller du Japon de 2001 à 2013, il est brièvement vice-secrétaire général (ja) du Cabinet de 2009 à 2010 dans le gouvernement Yukio Hatoyama. Depuis son élection (en) le 4 février 2024, il est le maire de Kyoto.

## Biographie
Kōji Matsui naît le 24 avril 1960 dans l'arrondissement de Nakagyō de la ville de Kyoto,. Il effectue ses études primaires à l'école primaire municipale Nisshō (ja) (京都市立日彰小学校), puis ses études secondaires au lycée et collège privé Saint-Viateur Rakusei (ja) (洛星中学校・高等学校), à Kyoto, qu'il complète en mars 1979. Le mois suivant, il s'inscrit à l'université de Tokyo. Il obtient son diplôme du département des arts libéraux de la faculté d'arts et de sciences en mars 1983,, et passe l'examen d'entrée à la fonction publique. Il est par la suite embauché par le ministère du Commerce extérieur et de l'Industrie,. En septembre 1988, il commence des études à l'étranger au Kellogg School of Management de l'université Northwestern et obtient son MBA en 1990.
Il occupe par la suite plusieurs postes administratifs pour le ministère du Commerce extérieur, puis pour le secrétariat du Cabinet à partir de 1994, avant de retourner en 1996 au ministère du Commerce extérieur, devenu le ministère de l'Économie, du Commerce et de l'Industrie, duquel il prend sa retraite en octobre 2000. Il devient ensuite professeur invité pour le Collège doctoral de recherche politique. À l'élection à la Chambre des conseillers de 2001, il est élu pour le Parti démocrate dans la circonscription de la préfecture de Kyoto,. Aux élections législatives japonaises de 2005, le Parti démocrate perd 64 sièges, et Katsuya Okada, le chef du parti, démissionne. Dans la course à la chefferie du parti, Matsui appuie Seiji Maehara, qui l'emporte de peu devant l'autre candidat Naoto Kan,. Sous la chefferie de Maehara, Matsui sert en tant que secrétaire-général dans le comité de planification de la politique internationale. Il lance également un think tank sur la politique publique nommée « Platon ». En juin 2006, Matsui tient une conférence de presse dans laquelle il avoue ne pas avoir déclaré le paiement des salaires de deux employés et démissionne de ses fonctions dans le Cabinet. Il est réélu aux élections de la Chambre des onseillers de 2007,. En 2009, il devient vice-secrétaire général du Cabinet aux Affaires politiques de la Chambre des conseillers dans le gouvernement Yukio Hatoyama. Il est également tâché de créer une nouvelle table ronde publique et un système de déduction fiscale des dons entre autres,,. Il est connu pour avoir écrit plusieurs discours pour le premier-ministre Yukio Hatoyama a été surnommé le « cerveau de Hatoyama ».
En juillet 2012, il annonce ne pas vouloir se représenter à la prochaine élection à la Chambre des conseillers et annonce son retrait de la politique nationale. Il devient par la suite professeur à l'université Keiō. En octobre 2023, après l'annonce du précédent maire Daisaku Kadokawa de son intention de ne pas briguer un cinquième mandat, Kōji Matsui pose sa candidature pour devenir maire de Kyoto, recevant l'appui du Parti libéral-démocrate, du Parti démocrate constitutionnel et du Kōmeitō. Le 24 novembre, il officialise sa candidature en tant qu'indépendant. Le 4 février 2024, il remporte l'élection municipale, une lutte serrée avec son plus proche adversaire, Kazuhito Fukuyama, et est investi le 25 février,. Il avait fait campagne notamment pour la création d'une société axée sur la nature, la restauration de l'économie municipale pour préserver la culture et le patrimoine, la création d'une zone culturelle du grand Kyoto et l'augmentation de services pour les familles et les enfants.

## Résultats électoraux
| Inscrits                 | Inscrits                 | Inscrits                    | 1 138 567 |             |  |  |
| Abstentions              | Abstentions              | Abstentions                 | 664 095   | 58,33 %     |  |  |
| Votants                  | Votants                  | Votants                     | 474 472   | 41,67 %     |  |  |
|                          |                          |                             |           |             |  |  |
| Bulletins enregistrés    | Bulletins enregistrés    | Bulletins enregistrés       | 474 472   |             |  |  |
| Bulletins blancs ou nuls | Bulletins blancs ou nuls | Bulletins blancs ou nuls    | 6 456     | 1,36 %      |  |  |
| Suffrages exprimés       | Suffrages exprimés       | Suffrages exprimés          | 468 016   | 98,64 %     |  |  |
|                          |                          |                             |           |             |  |  |
|                          | Candidat                 | Parti                       | Suffrages | Pourcentage |  |  |
|                          | Kōji Matsui (élu)        | Indépendant                 | 177 454   | 37,92 %     |  |  |
|                          | Kazuhito Fukuyama        | Indépendant                 | 161 203   | 34,44 %     |  |  |
|                          | Shōei Murayama (ja)      | Indépendant                 | 72 613    | 15,52 %     |  |  |
|                          | Shinji Ninoyu            | Indépendant                 | 54 430    | 11,63 %     |  |  |
|                          | Yū Kōke                  | Parti conservateur de Heian | 2 316     | 0,49 %      |  |  |

| Inscrits                 | Inscrits                      | Inscrits                 | 2 107 048 |             |  |  |
| Abstentions              | Abstentions                   | Abstentions              | 919 305   | 43,63 %     |  |  |
| Votants                  | Votants                       | Votants                  | 1 187 743 | 56,37 %     |  |  |
|                          |                               |                          |           |             |  |  |
| Bulletins enregistrés    | Bulletins enregistrés         | Bulletins enregistrés    | 1 187 743 |             |  |  |
| Bulletins blancs ou nuls | Bulletins blancs ou nuls      | Bulletins blancs ou nuls | 35 406    | 2,98 %      |  |  |
| Suffrages exprimés       | Suffrages exprimés            | Suffrages exprimés       | 1 152 337 | 97,02 %     |  |  |
|                          |                               |                          |           |             |  |  |
|                          | Candidat                      | Parti                    | Suffrages | Pourcentage |  |  |
|                          | Kōji Matsui (sortant) (réélu) | Parti démocrate          | 501 979   | 43,56 %     |  |  |
|                          | Shoji Nishida (en) (élu)      | Parti libéral-démocrate  | 362 274   | 31,44 %     |  |  |
|                          | Mariko Narumiya               | Parti communiste         | 275 285   | 23,89 %     |  |  |
|                          | Toyokazu Ōkido                | Ishin Seito Shimpu (en)  | 12 799    | 1,11 %      |  |  |

| Suffrages exprimés | Suffrages exprimés                       | Suffrages exprimés      | 1 097 126 |             |  |  |
|                    |                                          |                         |           |             |  |  |
|                    | Candidat                                 | Parti                   | Suffrages | Pourcentage |  |  |
|                    | Yoshihiro Nishida (ja) (sortant) (réélu) | Parti libéral-démocrate | 422 433   | 38,5 %      |  |  |
|                    | Kōji Matsui (élu)                        | Parti démocrate         | 257 757   | 23,49 %     |  |  |
|                    | Yōko Kawakami                            | Parti communiste        | 242 610   | 22,11 %     |  |  |
|                    | Teiko Sasano (ja) (sortante)             | Indépendante            | 138 318   | 12,61 %     |  |  |
|                    | Kaori Endō                               | Ligue libérale (en)     | 36 008    | 3,28 %      |  |  |